# Etile

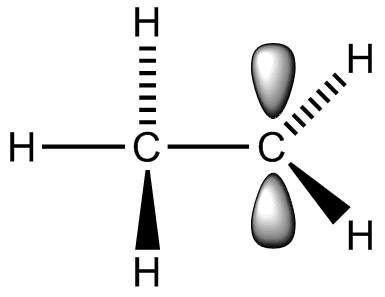
La struttura elettronica del radicale alchilico etile

In chimica organica, l'etile è il gruppo funzionale che deriva dall'etano (CH3-CH3), il secondo degli alcani, per rimozione di un atomo di idrogeno, avente formula chimica –C2H5. Il suo simbolo, usato in genere in formule o schemi di reazione, è Et.
L'etile è quindi un alchile, il secondo dopo il metile, ma è anche il primo alchile primario, dato che l'atomo di carbonio con il quale esso si lega al resto di una molecola (C ibridato sp3) è legato ad un altro atomo carbonio (CH3-CH2–); questo in analogia a quanto avviene per l'alcol etilico (CH3-CH2–OH), che è primario.

## Radicale etilico
Il radicale ad esso corrispondente (radicale etilico o radicale etile) ha formula C2H5• e partecipa alla reazione di etilazione, che consiste nella formazione di composti per introduzione del radicale etile.
La struttura del radicale non è stabile. Il carbonio a cui manca un idrogeno cambia la sua ibridazione da sp3 (nell'etano) a sp2 (nell'etile). La scissione omolitica del legame lascia un elettrone al carbonio che stabilizza in parte la molecola. Infatti l'orbitale p con l'elettrone interagisce con un protone dell'altro carbonio (iperconiugazione) che delocalizza l'elettrone spaiato, stabilizzando la molecola.
È ovvio che il radicale etile ha una maggiore energia rispetto all'etano. Per la precisione tra l'etano e l'etile ci sono circa 98 kcal/mol di differenza.
Dall'etano è possibile derivare un solo tipo di radicale, essendo indifferente la posizione da cui si allontana l'idrogeno.